# 平子鐸嶺
平子 鐸嶺（ひらこ たくれい、1877年5月4日 - 1911年5月10日）は、日本の美術史家である。本名は平子 尚（ひらこ ひさし）。「鐸嶺」の号は、郷里である鈴鹿の嶺に由来するものである。ほかに昔瓦・鈴岱子・古柏艸堂主人・古柏陳人・塵庵といった号をもった。

## 経歴
1877年（明治10年）5月4日、三重県津町片浜町（現在の津市東丸之内近辺）に長子として生まれる。父の尚次郎は「津の断髪三人男」とも呼ばれた開明的な人物で、横浜で生糸貿易商を営み、帰郷ののちは弁理士、米穀商、妓楼の運営、参宮鉄道の建設などに参画した。母のかうは津の呉服商・伊阪屋の長女で藩主・藤堂家の奥向として仕えた。
津市立養正小学校を経て、1889年（明治22年）に旧津藩士のための私塾である励精館に入学。1893年（明治26年）、東京美術学校日本画科入学。1897年（明治30年）に卒業したのち同校西洋画科に再入学。1901年（明治34年）卒業。西洋画科に再入学した頃から長江藤次郎に師事してドイツ語を学ぶ。画学生時代の平子について、塚本靖は「余の教鞭を東京美術学校に執りたりし時、受業生中に長身痩躯の一異相を備えたる者を観る。其の態度亦其の容貌の如く超凡なるものあり」と述懐する。また、平福百穂によれば平子は常に「鼠色に汚れた白毛布」を被っており、外に出るときも外套のように羽織っており、その様相は「傘のお化けのようであった」という。
1899年（明治32年）、平子昔瓦の号で「本邦墳墓の沿革」を上梓した。仏教渡来前と渡来後の日本の墓制を実物と文献から考察したもので、彼の初の著作であった。これは『仏教』誌に連載された。一方で、美術学校を卒業し、1900年（明治33年）には白馬会にも出展しているとはいえ、平子は概して絵を描くことを好まなかった。高嶋米峰はこのことを、「美術学校の油絵科を卒業したというは名ばかりで、油絵なんか恐らくは美術学校にある卒業制作の外に殆んどあるまい……君は絵は上手ではなかった。従って絵を書いて人に示すというようなことは殆んどなかった。友人間にも君の書いた絵を蔵して居るものは極めて少い」と追憶している。
1902年（明治35年）には出版社の金港堂に入社し、そのかたわら哲学館で仏典・漢学・梵文を学んだ。1903年（明治36年）に同社を退職し、東京帝室博物館および内務省の嘱託となる、同年、根岸短歌会誌『馬酔木』編集員ともなった。1905年（明治38年）、「法隆寺草創考」を発表し、いわゆる「法隆寺再建非再建論争」の火蓋を切った。従来の史学においては『日本書紀』天智天皇九年（670年）四月壬申（4月30日）条には、「夜半之後、災二法隆寺一、一屋無レ余、大雨雷震」と、法隆寺が火災により焼失した旨が記述されていることを根拠に、法隆寺は天智期に焼失したのち再建されたものであるという説が有力であったが、平子は『上宮聖徳太子伝補闕記』に推古天皇18年の火災の記録があることを根拠に、日本書紀の記述は干支を1巡ぶん誤ったものであり、実際に火災があったとしても再建説は成立しないものであると論じた。また、1910年（明治43年）には古社寺保存会委員となる。
旺盛な執筆活動の一方で、平子の体調は思わしいものではなかった。1904年（明治37年）には肺結核による喀血を経験し、その後も「まことに不順不機構が数年つづいてゐ」た。1910年（明治43年）には病気療養のため鎌倉町長谷に引っ越すも、翌1911年（明治44年）には体調がさらに悪化する。同年5月10日に逝去。享年は数え年で35歳。

### 慰霊碑

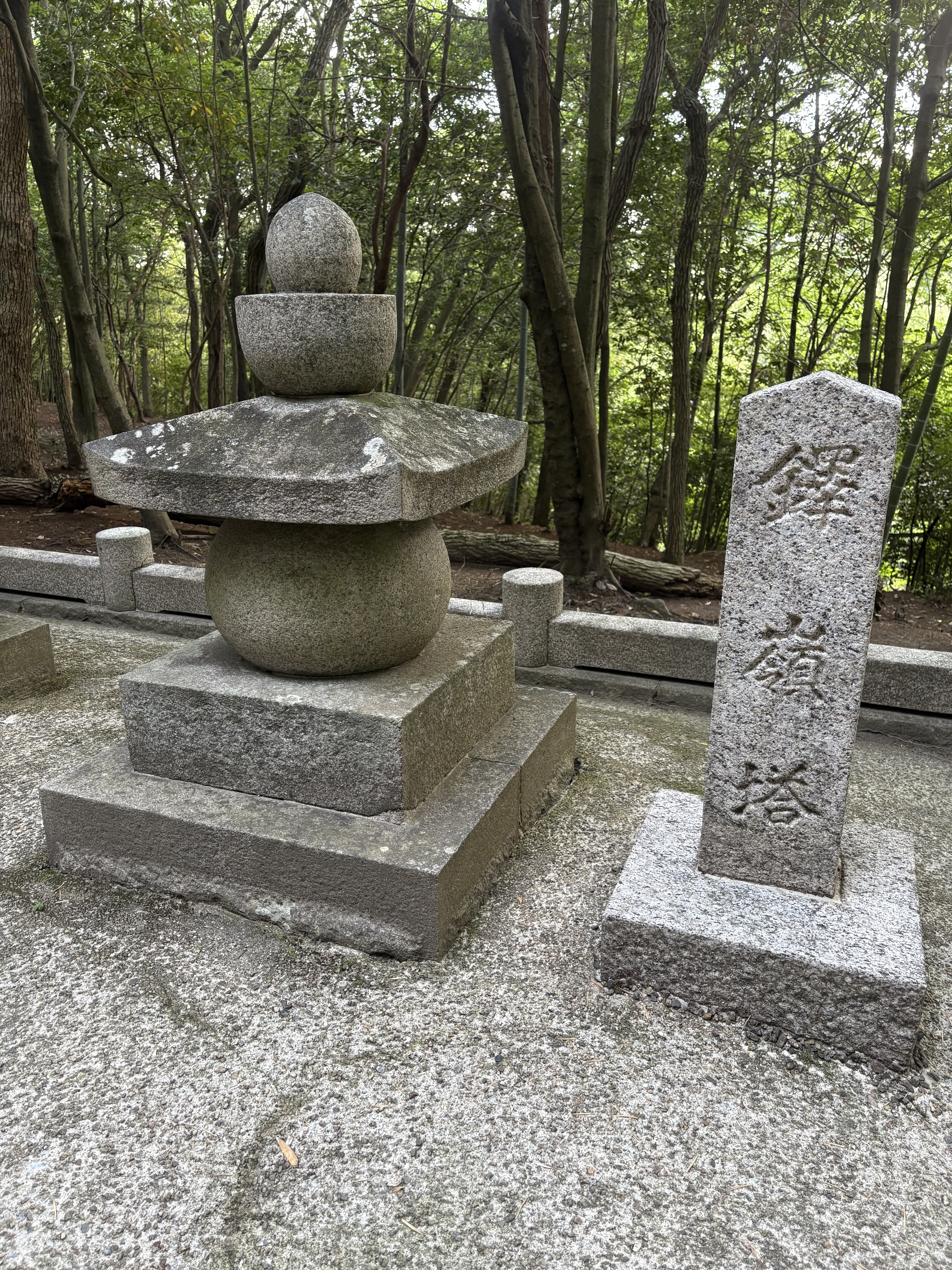
鐸嶺塔

1911年、鐸嶺の友人たちは法隆寺に慰霊碑の建立を申し出、法隆寺側もこれを快く受け入れた。そして、西円堂の石段の下に鐸嶺塔が建立された。その後、ウォーナー塔の建設に伴い、鐸嶺塔はその隣に移設された。